# Józef Ekkert
Józef Ekkert (ur. 17 kwietnia 1884 w Haczowie, zm. 8 czerwca 1962 w Wielkiej Brytanii) – doktor filozofii, nauczyciel, podpułkownik piechoty Wojska Polskiego, starosta powiatu ostrowskiego.

## Życiorys
Urodził się 17 kwietnia 1884 w Haczowie jako syn rolnika Michała i Tekli z Szubertów. W 1903 zdał egzamin dojrzałości w C. K. Gimnazjum Męskim w Sanoku (w jego klasie byli m.in. Leopold Dręgiewicz, Ksawery Jaruzelski, Ludwik Jus, Feliks Młynarski, Kazimierz Ślączka). Pod koniec 1903 rozpoczął studia na Wydziale Filozoficznym Uniwersytetu Franciszkańskiego we Lwowie, które ukończył z tytułem doktora filozofii.
Od 1907 przystępował do egzaminów nauczycielskich z zakresu geografii i historii, po czym został zastępcą nauczyciela. W 1910 zdał nauczycielski egzamin podstawowy w zakresie historii i geografii. Jako kandydat stanu nauczycielskiego 31 sierpnia 1910 został mianowany zastępcą nauczyciela w C. K. Gimnazjum w Jarosławiu. Uczył tam historii i geografii oraz dziejów ojczystych i był opiekunem kółka geograficznego. W tym czasie był członkiem Towarzystwa Bursy Mikołaja Kopernika. 21 lipca 1912 został przeniesiony do C. K. II Szkoły Realnej we Lwowie. Tam także wykładał historię i geografię.
Od 1909 do 1910 był członkiem Związku Walki Czynnej we Lwowie. Działał także w Związku Strzeleckim. W czasie I wojny światowej walczył w szeregach cesarskiej i królewskiej armii. Był oficerem c. i k. 30 pułku piechoty. W ewidencji wojskowej figurował jako „Josef Ekiert”. 1 maja 1916 został mianowany porucznikiem rezerwy piechoty.
9 listopada 1918 w Zamościu objął dowództwo nad III batalionem Chełmskiego pułku piechoty, późniejszego 35 pułku piechoty. Batalion zorganizował z Polaków – żołnierzy Kadry Zapasowej c. i k. 30 pułku piechoty. 25 maja 1919 dowództwo batalionu przekazał majorowi Leonowi Grotowi. Decyzją Rady Szkolnej Krajowej z 25 czerwca 1919 został mianowany nauczycielem rzeczywistym. 15 lipca 1920 został zatwierdzony z dniem 1 kwietnia 1920 w stopniu majora, w piechocie, w grupie oficerów byłej armii austriacko-węgierskiej. 20 października 1920 został odkomenderowany do Lidy w charakterze dowódcy obozu wyszkolenia przy 2 Armii. Podczas wojny polsko-bolszewickiej służył na froncie wołyńskim i litewsko-białoruskim.  
W 1921 pełnił służbę w Korpusie Kadetów nr 2 w Modlinie, a jego oddziałem macierzystym był wciąż 35 pułk piechoty (formalnie pozostawał wtedy nadal nauczycielem Szkoły Realnej im. Jana i Andrzeja Śniadeckich we Lwowie tj. byłej C. K. II Szkoły Realnej). Był wykładowcą historii i kierownikiem gabinetu historyczno-geograficznego. Za wiedzę i takt pedagogiczny zyskał najwyższe uznanie młodzieży kadeckiej. 3 maja 1922 został zweryfikowany w stopniu podpułkownika ze starszeństwem z dniem 1 czerwca 1919 i 215. lokatą w korpusie oficerów piechoty, a jego oddziałem macierzystym był nadal 35 pułk piechoty. Decyzją z 20 marca 1923 został odkomenderowany na kurs Dowódców Piechoty w Rembertowie. W 1923 pełnił służbę w 68 pułku piechoty w Krotoszynie na stanowisku dowódcy batalionu sztabowego, a w następnym roku dowódcy II batalionu. W 1925 był zastępcą dowódcy 69 pułku piechoty w Gnieźnie. Z dniem 1 marca 1928 został przeniesiony do dyspozycji komendanta kadry oficerów piechoty. Następnie został przeniesiony do dyspozycji Ministra Spraw Wewnętrznych. Z dniem 31 sierpnia 1928 został przeniesiony do rezerwy, „z pozostawieniem w administracji ogólnopaństwowej”. 14 kwietnia 1933 został przeniesiony do Oficerskiej Kadry Okręgowej nr VII. Był wykładowcą w Wyższej Szkole Wojennej w Warszawie. W 1934 przydzielony do Oficerskiej Kadry Okręgowej nr VII jako podpułkownik rezerwy piechoty był reklamowany na 12 miesięcy i pozostawał wówczas w ewidencji Powiatowej Komendy Uzupełnień Ostrów Poznański.
Od 25 lipca 1928 miał upoważnienie do zastępowania starosty powiatu ostrowskiego. 7 września 1928 został mianowany radcą wojewódzkim. Pełnił funkcję starosty powiatowego w Rawiczu. 30 grudnia 1932 został mianowany na stanowisko starosty powiatu ostrowskiego. Funkcję pełnił w kolejnych latach do 1939. Był prezesem oddziału Ligi Obrony Powietrznej i Przeciwgazowej, członkiem zarządu Polskiego Czerwonego Krzyża, prezesem rady powiatowej Ochotniczych Straż Pożarnych, prezesem Komitetu do Walki z Bezrobociem.
Po wojnie zamieszkiwał w Londynie. Jego pasją był śpiew i zbieranie pieśni oraz dzieje jego rodzinnej wsi Haczów. Był członkiem chóru im. Fryderyka Szopena w Londynie (w okresie nauki szkolnej był tenorem chóru w sanockim gimnazjum). Zmarł 8 czerwca 1962. Został pochowany na Cmentarzu North Sheen w Londynie (obok niego spoczęli Lidia Iranek-Osmecka ur. 1903, zm. 1985 oraz Jerzy 	Iranek-Osmecki ur. 1928, zm. 2010).

## Publikacje
- Bitwa pod Książem 29.IV.1848
- Bitwa pod Sokołowem 2.V.1848 roku (1925)[34][35]

## Ordery i odznaczenia
polskie
- Złoty Krzyż Zasługi (dwukrotnie: 9 listopada 1932[27], 23 listopada 1938[2])
- Medal Dziesięciolecia Odzyskanej Niepodległości (6 września 1929)[2]
- Srebrny Medal za Długoletnią Służbę (11 listopada 1938)
- Brązowy Medal za Długoletnią Służbę (14 maja 1938)
- Złota Odznaka Honorowa Ligi Obrony Powietrznej i Przeciwgazowej I stopnia[36]
- Odznaka Pamiątkowa Straży Granicznej (11 listopada 1932)

austro-węgierskie
- Krzyż Zasługi Wojskowej 3 klasy z dekoracją wojenną i mieczami (12 czerwca 1917)
- Signum Laudis Srebrny Medal Zasługi Wojskowej z mieczami na wstążce Krzyża Zasługi Wojskowej (11 stycznia 1918)
- Signum Laudis Brązowy Medal Zasługi Wojskowej z mieczami na wstążce Krzyża Zasługi Wojskowej (20 lipca 1916)
- Krzyż Wojskowy Karola